# 이소프로필안티피린
이소프로필안티피린(isopropylantipyrine) 또는 프로피페나존(propyphenazone)은 안티피린의 유도체 가운데 하나이다.
진통 · 해열 작용이 있다.